# Brachygalba
Brachygalba é um gênero de aves da família Galbulidae.
As seguintes espécies são reconhecidas: 
- Agulha-sombria, Brachygalba salmoni P. L. Sclater & Salvin, 1879
- Agulha-de-cabeça-branca, Brachygalba goeringi P. L. Sclater & Salvin, 1869
- Agulha-preta, Brachygalba lugubris (Swainson, 1838)
- Agulha-de-garganta-branca, Brachygalba albogularis (Spix, 1824)